# ميغومي هاياشيبارا
ميغومي هاياشيبارا (林原めぐみ Hayashibara Megumi، ولدت في 30 مارس 1967) هي مؤدية أصوات، ومغنية، وشخصية مذياع، وشاعرة غنائية يابانية من طوكيو. تنتسب لوودبارك أوفس. تشتمل ألقابها على: ميغو-سان، ميغو-نه، بارا-سان، كاكّا ودايجين. معروفة بتمثيلها للأدوار في مسلسلات الأنمي: لاف هينا، سيبر ماريونيت جيه، رانما ½، نيون جينيسيس إيفانجيليون، كاوبوي بيباب، سلايرز، المحقق كونان، بوكيمون، زعيم المحاربين وبانو بونكا نيكومسمه. هاياشيبارا أيضاً ممرضة مؤهلة ومسجلة بالكامل.

## السيرة الذاتية
ولدت ميغومي هاياشيبارا في 30 مارس 1967 في طوكيو، اليابان. درست ميغومي في مدرسة كاثوليكية، وفي إحدى المرات تعرضت للضرب في الصف الخامس. كانت هاياشيبارا عضوة نادٍ فعالة وشاركت في نوادي تنس الريشة، والأحياء، والإذاعة، والدراما والإنجليزية. لعبت دور أليس في إنتاج اللغة الإنجليزية لأليس في بلاد العجائب. بالرغم من تأهيلها كممرضة، إلا أنها لم تتوظف في مجال التمريض.
في 30 مارس 1998، تزوجت. في 10 يناير 2004، أعلنت في برنامجها الإذاعي أنها حامل بمولودها الأول. في 28 يونيو من السنة نفسها، ولدت هاياشيبارا بابنة.

### تمثيل الأصوات
في نفس اليوم الذي قدمت فيه طلب الدراسة في مدرسة تمريض، ذهبت هاياشيبارا إلى محل للكتب وعثرت على إعلان يقدم اختبارات مجانية لتمثيل الأصوات في الأنمي في آرتس فيجن. بعد عدة أشهر من تقديم شريط تجريبي، استلمت تأكيداً على اجتيازها للمرحلة الأولى، وقررت في النهاية إكمال التدريب كممرضة مع عملها في مجال التمثيل الصوتي. بعد سنة من التدرب على التمثيل الصوتي، اختيرت هاياشيبارا لتأدية دور صغير في ميزون إككوكو. في البداية، واجهت بعض الصعوبات مع أدوارها وكان عليها إعادة تأدية الأدوار بعد دورات التسجيل الرئيسية. قامت هاياشيبارا في وقت لاحق باختبارات الأداء من أجل رانما ½، متوقعة أن تؤدي دور أكاني تيندو، لكنها اختيرت لتمثيل دور النصف الفتاة من رانما ساوتومي بدلاً من ذلك. في 1993 و1995، كانت هاياشيبارا ضيفة في أنمي أميركا. في حدث 1995، قررت إلقاء خطاب بالإنجليزية بعد اعتقادها أن الترجمة في حدث 1993 لم تعكس ما قالته. في 1995، أدت هاياشيبارا صوت ريه أيانامي في نيون جينيسيس إيفانجيليون، الدور الذي أشير إليه بـ«الدور المبتكر».
بالإضافة إلى تأدية صوت موساشي/جيسي في بوكيمون، أدت هاياشيبارا أيضاً أدوار بيدجيوتو وبيدجيوت، سكيتي، ميلتانك، دراتيني ودراغونير، لاتيوس ولاتياس وكذلك إسبيون في كل من اللغتين اليابانية والإنجليزية من الأنمي. أدت ميغومي أيضاً دور أي هايبرا في مسلسل الأنمي المستمر، المحقق كونان.

### دي جي
أثناء دراستها في مدرسة التمريض، بدأت عملاً مؤقتاً كدي جي في حلبة محلية للتزلج على الجليد. بعد معرفتها أكثر كممثلة أداء صوتي، أعطيت هاياشيبارا برنامجها الإذاعي الخاص، «هارتفل ستيشن». بعد 17 برنامجاً، ألغت محطة الإذاعة البرنامج والبرامج الأخرى المتعلقة بالأنمي للتركيز على الموسيقى الشعبية. ولكن، بعد 6 أشهر، بدأت هاياشيبارا برنامجها الإذاعي الخاص عند إذاعة أخرى.

### الكتابة
كتبت هاياشيبارا عدداً من القصص المصورة لمجلة أنمي في، مع العمل الفني لساكورا أساغي. القصة المصورة، المعروفة باسم «ميغومي تونز»، تحدثت عن حياتها الشخصية وسيرتها العملية. جمعت الفصول المختلفة في الكتاب أشتا غا أرو سا (明日があるさ، "هناك غد دائماً")، الذي أعيدت طباعته مرات عديدة. ساهمت هاياشيبارا أيضاً بعمودين في مجلة نيوتايب: أيتاكته، أيتاكته، والتحدث شخصياً. أيتاكته، أيتاكته هو سلسلة من المقابلات التي أجرتها هاياشيبارا من الناس الذين التقتهم في حياتها. نشرت ثلاث مصنفات من العمود. التحدث شخصياً ترجم إلى الإنجليزية من أجل نيوتايب USA.

## أدوارها
| 1986 - ميزون إككوكو (بداية التمثيل الصوتي) - (بعض الأدوار الصغيرة) 1988 - أوسوماتسو-كن - تودوماتسو - ماشين إيودن واتارو - هيميكو شينوبيبِه 1989 - رانما ½ - رانما ساوتومي (الفتاة وأيام الطفولة) - ألفرد كواك - ألفريد جي كواك - مادو كينگ گرانزورت - گُريگُري، إنُما - الشرطة المتنقلة پاتليبر - موموكو ساكُراياما - تنكو سنكي شوراكو - ناراؤه رينگِه - چينپُي - إري كاسُگا 1990 - دينئيه شوجو - آي - قطط النينجا الأسطوريون - تشومورانما#1/2 - تنساي باكابون - باكابون - يو يو هاكوشو - فوكومن، گِنكاي (الشابة) 1991 - كينكيو هاشّين سيڤر كيدز - سيرا - مغامرات حنين (الجزء الثاني) - حنين - زتاي متيكي رايجين-أوه - يو إزومي، رُرُكو هيمِكي، فارُزِبو، كوزُيه ياماگُتشي، والدة هتشوه، والدة يوپّا 1992 - بوكو نو پاتراش - نيرو - هانا نو ماهوتسكاي ماري بيل - موري - تيككامان بليد - أكي 1993 - نيكّيتسو ساسكيو گوزاورر - هيرومي تاتشيبانا 1994 - بلو سيد - موميجي فوجيميّا - DNA² - توموكو سايكي - أسرار المحيط - منارة 1995 - نيون جينيسيس إيفانجيليون - ريه أيانامي، يوي إيكاري، پن پن، الوحدة-01 - سلايرز - لينا إنفرس - دراغون بول زد - فتى أعمى التقى بماجين بوو - باكُرِتسُ هنتر - تيرا ميسو 1996 - المحقق كونان - آي هايبارا، أكاكو كويزومي - سيبر ماريونيت J - لايم - سيبر ماريونيت R - لايم - سلايرز نكست - لينا إنفرس | 1997 - بوكيمون - موساشي (جيسي) من فريق روكيت (الرداء الأبيض)، بولباسور، بيدجيوتو، گولدين - ماتا ماتا سيبر ماريونيت J - لايم - سلايرز تراي - لينا إنفرس 1998 - شادو سكيل - إلي ريگو - بانّوه بُنكا نِكومُسُمِه - أتسكو ناتسومه - كاوبوي بيباب - فيه ڤالنتاين - أكيهابارا دينّوه گُمي - تسوبامِه أوتوريي - السيف القاطع - كيندا - سيبر ماريونيت J to X - لايم 2000 - لاف هينا - هاروكا أوراشيما 2001 - زعيم المحاربين - أنّا كيوياما، أوپاتشو - تيلز أوف إترنيا - مارون بلوكارنو 2002 - تينشي نا كونامايكي - ميگُمي أماتسُكا - بوكيمون سايد ستوري - موساشي (جيسي) من فريق روكيت (الرداء الأبيض) - پانيو پانيو دي جي تشارات - پيّوكو 2003 - بوكيمون أدفانسد جينيريشن - موساشي (جيسي) من فريق روكيت (الرداء الأبيض)، هوين پوكيدكس، مدكيپ - دي جي تشارات نيو - پيّوكو - هيتسوجي نو أوتا - تشيزُنا تاكاشيرو 2004 - كيرورو غُنسو - ريه أيانامي (الحلقة 48) 2006 - بوكيمون: دايموند آند بيرل - موساشي (جيسي) من فريق روكيت (الرداء الأبيض)، چيمچار 2008 - سلايرز ريڤولوشن - لينا إنفرس 2009 - سلايرز ريڤولوشن-آر - لينا إنفرس 2010 - بوكيمون: بيست ويش - موساشي (جيسي) من فريق روكيت (الرداء الأبيض)، سنيڤي - رينبو: نيشا روكوبو نو شيتشينين - الراوية 2011 - الإكسورسست الأزرق - يوري إگين 2014 - ون بيس - ريبيكا - إشراف ضعيف - رونپاس |

### أوفا أنمي
- 3×3 آيز - پاي
- ماكروس پلاس - لوسي مكميليان
- التقرير المتنقل جاندام 0080: حرب في الجيب - كريستينا مكينزي
- رانما ½ - رانما ساوتومي (الفتاة)
- رايدينغ بين - كاري
- تيككامان بليد II - أكي

### أفلام أنمي
| - أسورا - واكاسا - المحقق كونان: أسير في عينيها - آي هايبارا - المحقق كونان: عد تنازلي إلى الجنة - آي هايبارا - المحقق كونان: تقاطع طرق في العاصمة القديمة - آي هايبارا - المحقق كونان: علم القراصنة في عرض المحيط - آي هايبارا - المحقق كونان: ساحر السماء الفضية - آي هايبارا - المحقق كونان: لحن وداع المتحرين - آي هايبارا - المحقق كونان: إستراتيجية ما فوق الأعماق - آي هايبارا - المحقق كونان: لحن كامل من الرعب - آي هايبارا - المحقق كونان: المطارد الأسود -آي هايبارا - ون بيس: مغامرة في جزيرة الساعة - هني كوين - بوكيمون دايموند آند بيرل الفيلم: ديالغا ضد بالكيا ضد داركراي - موساشي (جيسي) من فريق روكيت (الرداء الأبيض) - مغامرة إلمر: تنين والدي - بوريس التنين - إيفانجيليون: الموت والبعث - ريه أيانامي - نهاية إيفانجيليون - ريه أيانامي، يوي إيكاري - إيفانجيليون: 1.0 أنت (غير) وحيد - ريه أيانامي، بن-بن - إيفانجيليون: 2.0 أنت (لا) تستطيع التقدم - ريه أيانامي، يوي إيكاري، بن-بن - إيفانجيليون: 3.0 أنت (لا) تستطيع الإعادة - ريه أيانامي - هاشيره ميلوس - كلاير - هيلو كيتي رينغو نو موري نو فانتاسي - هيلو كيتي - هايلاندر: البحث عن الانتقام - كيالا - لوبين الثالث: أزمة طوكيو - ماريا - لوبين الثالث ضد المحقق كونان: الفيلم - آي هايبارا | - ماردوك سكرامبل - رونيه بالوت - بابريكا - د. أتسكو «بابريكا» تشيبا - بوكيمون الفيلم: هجوم ميوتو المضاد - موساشي (جيسي) من فريق روكيت (الرداء الأبيض) - بوكيمون الفيلم: ولادة لوغيا المتفجرة - موساشي (جيسي) من فريق روكيت (الرداء الأبيض) - بوكيمون الفيلم: إمبراطور برج الكريستال إنتيه - موساشي (جيسي) من فريق روكيت (الرداء الأبيض) - بوكيمون الفيلم: سيليبي: اللقاء الذي اجتاز الزمن - موساشي (جيسي) من فريق روكيت (الرداء الأبيض) - بوكيمون الفيلم: حراس ألتومير - موساشي (جيسي) من فريق روكيت (الرداء الأبيض)، لاتياس - بوكيمون الفيلم: نجمة أمنيات الليالي السبع: جيراتشي - موساشي (جيسي) من فريق روكيت (الرداء الأبيض)، أبسول - بوكيمون أدفانس جينيريشن الفيلم: الزائر ديوشيس - موساشي (جيسي) من فريق روكيت (الرداء الأبيض) - بوكيمون أدفانس جينيريشن الفيلم: ميو وبطل الموجة - موساشي (جيسي) من فريق روكيت (الرداء الأبيض) - بوكيمون أدفانس جينيريشن الفيلم: حارس البوكيمون وأمير البحار: مانافي - موساشي (جيسي) من فريق روكيت (الرداء الأبيض) - بروجكت إيه-كو - أُميه - رايدينغ بين - كاري - سيلور مون إس: الفيلم - هيميكو نايوتاكي - سلايرز الصورة المتحركة - لينا إنفرس - سلايرز ريترن - لينا إنفرس - سلايرز گريت - لينا إنفرس - سلايرز گورجس - لينا إنفرس - سلايرز پريميوم - لينا إنفرس - سمايل پريكيور! الفيلم: إهون نو ناكا وا مينّا تشيگُهاگُ - نيكو - تنتشي مويو: إن لاف - أتشيكا ماساكي - ڤامپاير هنتر دي: بلدلست - ليلا - رانما ½ - رانما ساوتومي - كاوبوي بيباب: باب النعيم - فيه فالنتاين - أطفال الذئب - سيدة فوجيي |

### أدوارها في ألعاب الفيديو
- زوبعة المعارك: فلاش هايدرز SFX - تيريا روزيت
- المحقق كونان: تحقيق ميرابوليس - آي هايبارا
- هيبيريكي - هيبي
- هيروز فانتاسيا - لينا إنفرس
- ناكلهيدز - كريستين مياو
- لونار 2: إترنال بلو - ليمينا أوسا
- ماكروس VF-X2 - سوزي نيوتليت
- نيون جينيسيس إيفانجيليون: صديقة الفولاذ - مانا كيريشيما، ريه أيانامي، بن بن
- بوبفل ميل - ميل
- سلسلة سلايرز - لينا إنفرس
- سوبر سماش برذرز براول - لاتياس، غارديفوير
- غامي نو كانزومي فول. 2 - المعلق والتميمة
- فاينل فانتسي أغيتو XIII - أندوريا
- فلاش هايدرز - تيريا روزيت
- ديسيديا: فاينل فانتسي - شانتوتو
- ديسيديا 012 فاينل فانتسي - شانتوتو
- دانغانرومبا V3 كيلينغ هاروني- شويتشي سايهارا

### أدوار الدبلجة
| - أميلي - أميلي بولين (أودري تاتو) - الفتى أسترو - كورا - باتمان - باتغيرل/باربارا غوردون - داني الشبح - سام مانسونز، فاليري غراي - فول هاوس - آرون بايلي - ترو لايز - دانا تاسكر | - دونكي كونگ كنتري - ديدي كونگ - فتاتي - توماس جيمس سينيت - حافة الهادي - ماكو موري (رينكو كيكوتشي) - بينوتس («تشارلي براون») سبيشالز - مارسي - ستار تريك: الجيل التالي - رينيه بيكارد |

### سي دي دراما
| - أكيهابارا ديننو غمي - تسوبامي - باكورتسو هانترز - تيرا ميسو - باننو بونكا نيكومُسُمي - أتسكو ناتسومه - دانسنغ وسبرز - مييفا - فاتال فيوري دينغكي دراما سي دي - ماي شيرانوي - GS ميكامي غوكُراكو دايسكسن!! - دي جي - جنغل دي إكوه - أونغو - كودوموتاتشي ها يورو نو جونين - يومي - لاموني آند 40 DX - ماونتن ديو غولد - ليبس العميل - يو، ونتر فيري - لاف هينا - هاروكا أوراشيما - موجينتو مونوغاتاري - ساوري كراشيما - نيون جينيسيس إيفانجيليون - ريه أيانامي | - بوبفل ميل بارادايس 1، 2، 3، 4، 5 - ميل - بوبفل ميل الجيل التالي - ميل - آر جي فيدا - أشورا - شادو سكيل - إل لاغ - شامان كينغ أوسوريزان ريفوير - آنا كيوياما - شامان كينغ أوسوريزان ريفوير أو ريفوير - آنا كيوياما - سلايرز إكسترا - لينا إنفرس - سلايرز نكسترا - لينا إنفرس - سلايرز بريميوم - لينا إنفرس - سلايرز vs. أورفين - لينا إنفرس - شيروي أشتا دا روكيتو دان - موساشي (جيسي) - إس إم غيرلز سيبر ماريونيت جي/آر - لايم - سوريوكه! أوتشو سينكان ياماموتو يوكو - مادوكا ميدو - طوكيو جولييت - مينوري أياسه |

## السيرة الموسيقية
| تاريخ الإصدار    | الألبوم                               | رقم الكتالوج | مركز التصنيف | ملاحظات                                                                                |
| ---------------- | ------------------------------------- | ------------ | ------------ | -------------------------------------------------------------------------------------- |
| 28 فبراير 1990   | بالس                                  | TYDY-5127    | 92           | منفردة                                                                                 |
| 5 مارس 1991      | نيجي-إرو نو سنيكر                     | KIDA-15      | 43           | منفردة                                                                                 |
| 21 مارس 1991     | هاف آند هاف                           | KICS-100     | 45           | ألبوم                                                                                  |
| 1992             | نارا-أُو (كازِه وو ميرُ / توكيو مُراساكي) | SSX 35       | -            | ألبوم ترويجي مصغر - تنكو سنكي شوراتو أغاني صور الأوفا                                  |
| 5 مارس 1992      | وات إيفر                              | KICS-176     | 18           | ألبوم                                                                                  |
| 24 يونيو 1992    | يومه أو داكيشيميته                    | KIDA-42      | 90           | منفردة - شارة مغامرات حنين                                                             |
| 5 أغسطس 1992     | هارُنيكو فوشيغي تسُكيّو -أوشييته هابينس- | KIDA-45      | 49           | منفردة - شارة النهاية لـباننو بنكا نيكومسمه                                            |
| 5 أغسطس 1992     | بيرفيوم                               | KICS-215     | 13           | ألبوم                                                                                  |
| 24 مارس 1993     | أور غودي دي...بوكورا نو غود دي        | KIDA-54      | 54           | منفردة                                                                                 |
| 23 أغسطس 1993    | SHAMROCK                              | KICS-345     | 12           | ألبوم                                                                                  |
| 26 نوفمبر 1993   | يومه هري آب                           | KIDA-69      | 58           | منفردة - شارات أوفا باننو بنكا نيكومسمه                                                |
| 25 مايو 1994     | أنتل ستروبيري شربت                    | KIDA-81      | 42           | منفردة - تحتوي شارات لـباكورتسو هانتر                                                  |
| 3 نوفمبر 1994    | تتش آند غو!!                          | KIDA-90      | 37           | منفردة - تحتوي شارات المسلسل بلو سيد                                                   |
| 21 ديسمبر 1994   | بالس                                  | TYCY-5413    | 84           | منفردة (إعادة إصدار)                                                                   |
| 2 يوليو 1994     | SpHERE                                | KICS-430     | 8            | ألبوم                                                                                  |
| 3 مارس 1995      | إنفلوريج                              | KICS-475     | 6            | ألبوم                                                                                  |
| 21 يوليو 1995    | مدنايت بلو                            | KIDA-108     | 27           | منفردة - شارة سلايرز ذا موشن بكتشر                                                     |
| 6 ديسمبر 1995    | غوينغ هستوري                          | KIDA-124     | 25           | منفردة - شارة سلايرز إكسترا                                                            |
| 24 أبريل 1996    | غيف أ ريزن                            | KIDA-128     | 9            | منفردة - شارة سلايرز نكست                                                              |
| 22 مايو 1996     | كاغيريناي يوكُبوه نو ناكا ني           | KIDA-134     | 20           | منفردة - شارة أوفا سلايرز سبيشل                                                        |
| 5 يوليو 1996     | جست بي كونشس                          | KIDA-b36     | 11           | منفردة - شارة سلايرز رترن                                                              |
| October 23, 1996 | مهمة ناجحة                            | KIDA-138     | 7            | منفردة - تحتوي شارات سيبر ماريونيت جي                                                  |
| 1 نوفمبر 1996    | بيرتيمو                               | KICS-590     | 3            | ألبوم                                                                                  |
| 23 أبريل 1997    | لاتثبط عزيمتك                         | KIDA-148     | 4            | منفردة - شارة نهاية سلايرز تراي                                                        |
| 6 أغسطس 1997     | إيرافاتي                              | KICS-640     | 5            | ألبوم                                                                                  |
| 2 يوليو 1997     | انعكاس                                | KIDA-154     | 7            | منفردة - شارة سلايرز غريت                                                              |
| 4 فبراير 1998    | فاين كولوردي                          | KIDA-158     | 9            | منفردة - تحتوي شارات للمسلسل باننو بنكا نيكومسمه                                       |
| 24 أبريل 1998    | ~إنفينيتي~                            | KIDA-161     | 8            | منفردة - شارة السيف القاطع                                                             |
| 3 يوليو 1998     | أمواج مستعرة                          | KIDA-163     | 8            | منفردة - شارة سلايرز غورجس                                                             |
| 4 سبتمبر 1998    | قط منزلي                              | KIDA-165     | 6            | منفردة - تحتوي شارات للمسلسل باننو بنكا نيكومسمه                                       |
| 10 أكتوبر 1998   | دليل على نفسي                         | KIDA-170     | 9            | منفردة - شارة سيبر ماريونيت جي تو إكس                                                  |
| 28 مايو 1999     | سؤال عليّ                              | KIDA-180     | 13           | منفردة                                                                                 |
| 27 أكتوبر 1999   | فوّاري (ふわり)                        | KICS-755     | 5            | ألبوم                                                                                  |
| 3 ديسمبر 1999    | بووسكا! بووسكا!!                      | KIDA-190     | 50           | منفردة                                                                                 |
| 26 أبريل 2000    | فنتيج إس                              | KICS-790     | 6            | مجموعة أفضل الأغاني                                                                    |
| 24 مايو 2000     | ساكورا ساكو                           | KICA-506     | 7            | منفردة - تحتوي شارات لاف هينا                                                          |
| 21 يونيو 2000    | فنتيج إيه                             | KICS-810     | 4            | مجموعة أفضل الأغاني                                                                    |
| 25 أكتوبر 2000   | متقلب                                 | KIDA-204     | 14           | منفردة - تحتوي شارات من موتيكي-أوه ترايزينون                                           |
| 21 يوليو 2001    | مايموكي روكيتّو-دان                    | ZMCP-1259    | 62           | منفردة - بوكيمون شارة النهاية ال12.                                                    |
| 29 أغسطس 2001    | فوق الروح                             | KICM-3016    | 7            | منفردة - شارات زعيم المحاربين                                                          |
| 29 ديسمبر 2001   | قلب شجاع                              | KICM-3021    | 11           | منفردة - متصلة بـزعيم المحاربين                                                        |
| 5 ديسمبر 2001    | اشعر جيداً                             | KICM-3020    | 11           | منفردة - شارة سلايرز بريميوم                                                           |
| 27 مارس 2002     | أضواء شمالية                          | KICM-3027    | 3            | منفردة - شارة زعيم المحاربين                                                           |
| 24 أبريل 2002    | حلوى أم عفاريت                        | KICM-3030    | 19           | منفردة                                                                                 |
| 26 يونيو 2002    | اشعر جيداً                             | KICS-955     | 7            | ألبوم                                                                                  |
| 25 سبتمبر 2002   | كويبومي                               | KICM-3035    | 7            | منفردة                                                                                 |
| 26 سبتمبر 2003   | ماكينايده ماكينايده                   | KICM-1083    | 8            | منفردة - تحتوي شارات لعرض مذياع هاياشيبارا "هارتفل ستيشن"                              |
| 7 يناير 2004     | لون المركز                            | KICS-1070    | 10           | ألبوم                                                                                  |
| 26 يوليو 2006    | نلتقي مرة أخرى                        | KICM-1164    | 12           | منفردة - قدمت ذكرى سلايرز السنوية العاشرة                                              |
| 7 فبراير 2007    | حياة سعيدة                            | KICM-1196    | 12           | منفردة - شارات غاكوين يوتوبيا مانابي سترايت!                                           |
| 21 أبريل 2007    | بسيط                                  | KICS-1303    | 18           | ألبوم                                                                                  |
| 21 أبريل 2007    | تانوشيي دويو                          | KICG-53~55   | 70           |                                                                                        |
| 25 يونيو 2008    | سلايرز ميغوميكس                       | KICA-916~918 | 14           | مجموعة أغاني الشارات لـسلايرز                                                          |
| 23 يوليو 2008    | العديد من الحصى                       | KICM-1245    | 6            | منفردة - شارة البداية/النهاية لـسلايرز ريفولوشن                                        |
| 18 فبراير 2009   | انكسار المقدمة                        | KICM-1268    | 15           | منفردة - شارة البداية/النهاية لـسلايرز إيفولوشن-آر                                     |
| 22 أبريل 2009    | سوكتسو نو سونو هيه                    | KICM-1271    | 7            | منفردة - متعلقة بـنيون جينيسيس إيفانجيليون (سي آر شن سيكي إيفانجيليون -سايغو نو شيشا-) |
| 4 أكتوبر 2009    | موي فاير                              | NMAX-80005   |              | ألبوم مصغر                                                                             |
| 21 يوليو 2010    | تشويس                                 | KICS-91548   | 6            | ألبوم                                                                                  |
| 21 يوليو 2010    | شوكتسو نو سادامه                      | KICM-1310    | 6            | منفردة                                                                                 |
| 11 يونيو 2011    | فنتيج وايت                            | KICS-91670   | 9            | مجموعة أفضل الأغاني                                                                    |

## وصلات خارجية
- ميغومي هاوس (الموقع الرسمي - باليابانية)
- ميغومي هاياشيبارا على بلبابيديا
- أدوار ميغومي هاياشيبارا في التمثيل الصوتي على قاعدة بيانات السيّو لهيتوشي دوي.
- Jmusic.fr.tc biographie et discographie, section jmusic (بالفرنسية)
- ميغومي هاياشيبارا على شبكة أخبار الأنمي
- الملف الشخصي على J-pop.com
- ميغومي هاياشيبارا على موقع IMDb (الإنجليزية)
- ميغومي هاياشيبارا على موقع ألو سيني (الفرنسية)
- ميغومي هاياشيبارا على موقع ميوزك برينز (الإنجليزية)
- ميغومي هاياشيبارا على موقع أول موفي (الإنجليزية)
- ميغومي هاياشيبارا على موقع أول ميوزيك (الإنجليزية)
- ميغومي هاياشيبارا على موقع ديسكوغز (الإنجليزية)
- ميغومي هاياشيبارا على موقع قاعدة بيانات الفيلم (الإنجليزية)
- ميغومي هاياشيبارا على موقع كينوبويسك (الروسية)
- ميغومي هاياشيبارا على موقع ANN person (الإنجليزية)